# Seeverdienstkreuz
Das Seeverdienstkreuz (spanisch Cruz del Mérito Naval) wurde am 3. August 1866 als Orden für Verdienste zur See (spanisch Orden del Mérito Naval) zur Belohnung der von und für die Armada Española geleisteten Dienste von Königin Isabella II. von Spanien in vier Klassen gestiftet:
- IV. Klasse (Großkreuz) – auf besondere Veranlassung; damit verbunden war das Prädikat Excelencia
- III. Klasse – bis zum Dienstrang General
- II. Klasse – bis zum Dienstrang Oberst
- I. Klasse – bis zum Dienstrang Hauptmann

1995 wurde der Orden umbenannt. Seitdem besteht er nur noch aus zwei Klassen (Großkreuz und Kreuz) und wird in vier Stufen analog zum Militärverdienstkreuz des Heeres und zum Luftwaffen-Verdienstkreuz der Luftstreitkräfte verliehen.
Das Ordenszeichen ist ein geradarmiges, von der spanischen Königskrone gekröntes goldgerändertes, rotes (Militärverdienste) bzw. weißes Kreuz (Zivilverdienste). Der untere Kreuzarm ist länger. Auf dem Kreuz ist ein goldener Anker angebracht.
Getragen wird die Auszeichnung an einem rot-gelb-roten Band. Großkreuze tragen die Auszeichnung an der Schärpe von der linken Schulter zur rechten Hüfte sowie mit einem Bruststern.
| Großkreuz – rote Auszeichnung | Großkreuz – blaue Auszeichnung | Großkreuz – gelbe Auszeichnung | Großkreuz – weiße Auszeichnung |
| Kreuz – rote Auszeichnung     | Kreuz – blaue Auszeichnung     | Kreuz – gelbe Auszeichnung     | Kreuz – weiße Auszeichnung     |